# Аджибадем (станція метро)
41°00′08″ пн. ш. 29°02′40″ сх. д. / 41.002353834267° пн. ш. 29.04439911218° сх. д.
Аджибадем (тур. Acıbadem) — станція лінії М4 Стамбульського метро. Відкрита 17 серпня 2012 року поряд з п'ятнадцятьма іншими станціями у черзі Ускюдар - Картал.
Конструкція — пілонна станція, має острівну платформу та дві колії.
Розташована під автострадою D.100 біля проспекту Аджибадем, мікрорайон Аджибадем, Кадикьой
Пересадка:
- автобуси 3A, 11T, 13M, 13Y, 14A, 14BK, 14DK, 15BK, 16A, 16B, 16C, 16F, 16KH, 16M, 16U, 16Y, 16Z, 17K, 18E, 18K, 18Y, 18Ü, 19, 19A, 19B, 19E, 19FK, 19H, 19T, 19Z, 20E, 20Ü, 21B, 21C, 21G, 21K, 21U, 130, 130A, 130Ş, 319, 320A, E-10, E-11
- маршрутки:

Гарем — Гебзе, 
Кадикьой — Армаганевлер, 
Кадикьой — Атакент, 
Кадикьой — Бати — Аташехір, 
Кадикьой — Булгурлу, 
Кадикьой — Картал, 
Кадикьой — Угур — Мумджу, 
Кадикьой — Юкари — Дудуллу, 
Кадикьой — Озел Еюбоглу Колежі, 
Ускюдар — Аташехір, 
Ускюдар — Ферхатпаша,  
Ускюдар — Коз'ятагі